# Phrynobatrachus gastoni
Phrynobatrachus gastoni är en groddjursart som beskrevs av Barbour och Arthur Loveridge 1928. Phrynobatrachus gastoni ingår i släktet Phrynobatrachus och familjen Phrynobatrachidae. IUCN kategoriserar arten globalt som otillräckligt studerad. Inga underarter finns listade i Catalogue of Life.